# Jurgen Van De Walle
Jurgen Van De Walle (Eernegem, 9 februari 1977) is een voormalig Belgische wielrenner.
Hij is geen winnaarstype, maar komt als knecht zowel in het eendaagse werk als in het rondewerk goed voor de dag. Hij won een rit in Circuito Montañés in 2000 en Halle-Ingooigem in 2009. In 2010 volgde hij zichzelf op op de erelijst van Halle-Ingooigem, en is daarmee de eerste die daarin slaagt. Daarnaast won hij ook de ploegentijdrit in de Ronde van Qatar 2008. Zijn belangrijkste ereplaatsen haalde hij in het Critérium du Dauphiné Libéré en de Ronde van Californië.
In oktober 2013 stopte Van De Walle als wielrenner.

## Palmares
2000
Circuito Montañés: 1e in 1e etappe
2003
Ronde van China: 2e in eindklassement
2006
Ronde van de Haut-Var: 3e plaats
Ster Elektrotoer: 2e in eindklassement
2008
Ronde van Qatar: 1e in 1e etappe (ploegentijdrit)
Ronde van Californië: 3e in 3e etappe
Critérium du Dauphiné Libéré: 2e in 7e etappe
2009
Critérium du Dauphiné Libéré: 2e in 6e etappe
Halle-Ingooigem
2010
Halle-Ingooigem
Bij de junioren werd hij in 1995 Belgisch kampioen op de weg en tweede in het tijdrijden.

## Resultaten in voornaamste wedstrijden
| Jaar | Ronde van Italië | Ronde van Frankrijk | Ronde van Spanje |
| ---- | ---------------- | ------------------- | ---------------- |
| 2000 |                  |                     |                  |
| 2004 | opgave           |                     |                  |
| 2006 | 75e              |                     |                  |
| 2007 | opgave           |                     |                  |
| 2008 |                  | 78e                 |                  |
| 2009 |                  | opgave              |                  |
| 2010 |                  | 63e                 |                  |
| 2011 |                  | opgave              | 127e             |
| 2012 |                  |                     |                  |
| 2013 |                  |                     | opgave           |

| Jaar | Ronde van Vlaanderen | Amstel Gold Race | Luik-Bast.‑Luik | Waalse Pijl | Brabantse Pijl |  | Wereldranglijsten |
| ---- | -------------------- | ---------------- | --------------- | ----------- | -------------- |  | ----------------- |
| 2000 | 57e                  |                  |                 |             |                |  |                   |
| 2003 |                      |                  |                 |             | 62e            |  |                   |
| 2004 |                      |                  |                 | 85e         |                |  |                   |
| 2006 |                      |                  |                 |             | 56e            |  |                   |
| 2007 |                      |                  |                 | 83e         |                |  |                   |
| 2008 |                      | 116e             |                 |             |                |  | 131e (UPT)        |
| 2009 |                      |                  |                 |             | 64e            |  | 211e (UWK)        |
| 2010 |                      | 99e              |                 | 103e        | ↑              |  |                   |
| 2011 |                      |                  |                 | 132e        |                |  |                   |
| 2013 |                      |                  | 135e            | 125e        | 88e            |  |                   |